# Сан-Кашано-дей-Баньї
Сан-Кашано-дей-Баньї (італ. San Casciano dei Bagni) — муніципалітет в Італії, у регіоні Тоскана,  провінція Сієна.
Сан-Кашано-дей-Баньї розташований на відстані близько 120 км на північний захід від Рима, 115 км на південний схід від Флоренції, 70 км на південний схід від Сієни.
Населення — 1623 особи (2014).
Щорічний фестиваль відбувається 13 серпня. Покровитель — San Cassiano di Imola.

## Демографія
Населення за роками:

Станом на 1 січня 2023 року в муніципалітеті офіційно проживало 129 іноземців з 26 країн, серед них 60 громадян країн Євросоюзу та 17 громадян України.

## Сусідні муніципалітети
- Аббадія-Сан-Сальваторе
- Аккуапенденте
- Аллерона
- Четона
- Читта-делла-П'єве
- Фабро
- П'янкастаньяіо
- Прочено
- Радікофані
- Сартеано